# Toxicity (album)
Pour les articles homonymes, voir Toxicity.
Albums de System of a Down
System of a Down
(1998) Steal This Album!
(2002)
Singles
1. Chop Suey!
Sortie : 13 août 2001
2. Toxicity
Sortie : septembre 2001
3. Aerials
Sortie : 11 juin 2002

Toxicity est le 2e album studio du groupe de heavy metal armeno-américain System of a Down, sorti le 4 septembre 2001 sur les labels American Recordings et Columbia Records. Retrouvant la puissance et le dynamisme de leur premier album homonyme de 1998, il contient toutefois plus de mélodies, d'harmonies et de chants que l'album précédents. Principalement classé dans la catégorie du metal alternatif et du nu metal, Toxicity comporte des éléments de plusieurs genres, notamment le folk, le rock progressif, le jazz, la musique arménienne et la musique grecque, avec une utilisation importante d'instruments tels que le sitar, le banjo, les claviers et le piano. L'album traite d'un large éventail de thèmes principalement à caractère politique, notamment l'incarcération massive, le renseignement américain, l'environnement, les violences policières, la toxicomanie, la pédophilie, le réductionnisme scientifique et les groupies.
Cet album a été élu 3e meilleur CD de tous les temps par le magazine AP[réf. nécessaire], juste derrière Appetite for Destruction de Guns N' Roses et l'album homonyme de Led Zeppelin.
Le batteur John Dolmayan est le réalisateur de la couverture de l'album.

## Morceaux
| No  | Titre               | Paroles                      | Musique                     | Durée |
| --- | ------------------- | ---------------------------- | --------------------------- | ----- |
| 1.  | Prison Song         | Serj Tankian, Daron Malakian | Malakian                    | 3:21  |
| 2.  | Needles             | Tankian, Malakian            | Tankian, Malakian           | 3:13  |
| 3.  | Deer Dance          | Tankian, Malakian            | Malakian                    | 2:54  |
| 4.  | Jet Pilot           | Tankian                      | Shavo Odadjian, Malakian    | 2:06  |
| 5.  | X                   | Tankian                      | Malakian                    | 1:58  |
| 6.  | Chop Suey!          | Tankian, Malakian            | Malakian                    | 3:30  |
| 7.  | Bounce              | Tankian                      | Malakian, Odadjian          | 1:54  |
| 8.  | Forest              | Tankian                      | Malakian                    | 4:00  |
| 9.  | ATWA                | Tankian, Malakian            | Malakian                    | 2:56  |
| 10. | Science             | Tankian                      | Malakian                    | 2:42  |
| 11. | Shimmy              | Tankian                      | Tankian                     | 1:50  |
| 12. | Toxicity            | Tankian                      | Malakian, Odadjian          | 3:38  |
| 13. | Psycho              | Tankian, Malakian            | Malakian                    | 3:45  |
| 14. | Aerials             | Tankian, Malakian            | Malakian                    | 3:53  |
| 15. | Arto (Piste cachée) |                              | Tankian, Arto Tunçboyacıyan | 2:14  |

| 1. | Johnny           | Tankian | Tankian                     | 2:09 |
| 2. | Sugar (Live)     | Tankian | Odadjian, Malakian          | 2:27 |
| 3. | War? (Live)      | Tankian | Malakian                    | 2:48 |
| 4. | Suite-Pee (Live) | Tankian | Malakian                    | 2:58 |
| 5. | Know (Live)      | Tankian | Odadjian, Malakian, Tankian | 3:03 |

## Équipe technique
- Jim Champagne	 - 	Assistant technicien
- Glen E. Friedman	 - 	Photographies
- Darren Mad Hatter Mora	 - 	Technicien
- Rick Rubin	 - 	Piano, Producteur
- David Schiffman	 - 	Technicien
- Arto Tuncboyaciyan	 - 	Choriste et arrangements divers
- Andy Wallace	 - 	Mixage sonore
- Al Sanderson	 - 	Assistant technicien
- Marc Mann	 - 	Concepteur, Cordes
- System of a Down	 - 	Conception générale
- Daron Malakian	 - 	Guitare, Voix, Producteur
- Shavo Odadjian	 - 	Basse, Directeur Artistique, Conception, Designer
- Serj Tankian	 - 	Voix principale, Producteur, Cordes
- John Dolmayan	 - 	Batterie, Conception Artistique, Photographies
- Martyn Atkins	 - 	Photographies
- Greg Collins	 - 	Technicien
- Brandy Flower	 - 	Direction et Conception Artistiques
- Lindsay Chase	 - 	Coordonnatrice de production
- Ryan McCormick	 - 	Assistant technicien

## Certifications
| Pays                       | Certification |
| -------------------------- | ------------- |
| Australie (ARIA)           | 5 × Platine   |
| Autriche (IFPI)            | Or            |
| Belgique (BEA)             | Or            |
| Brésil (Pro-Música Brasil) | Or            |
| Canada (Music Canada)      | 2 × Platine   |
| États-Unis (RIAA)          | 3 × Platine   |
| Italie (FIMI)              | Platine       |
| Mexique (Amprofon)         | Or            |
| Nouvelle-Zélande (RMNZ)    | Platine       |
| Pays-Bas (NVPI)            | Or            |
| Pologne (ZPAV)             | Or            |
| Royaume-Uni (BPI)          | 2 × Platine   |
| Suisse (IFPI)              | Or            |

## Performances des extraits
| année | morceau    | hit-parade             | position |
| ----- | ---------- | ---------------------- | -------- |
| 2001  | Toxicity   | The Billboard 200      | no 1     |
| 2001  | Chop Suey! | Modern Rock Tracks     | no 7     |
| 2002  | Toxicity   | Modern Rock Tracks     | no 3     |
| 2002  | Toxicity   | Mainstream Rock Tracks | no 10    |
| 2002  | Chop Suey! | The Billboard Hot 100  | no 76    |
| 2002  | Aerials    | Mainstream Rock Tracks | no 1     |
| 2002  | Toxicity   | The Billboard Hot 100  | no 70    |
| 2002  | Toxicity   | The Billboard 200      | no 1     |
| 2002  | Aerials    | The Billboard Hot 100  | no 55    |
| 2002  | Aerials    | Modern Rock Tracks     | no 1     |

## Autour de l'album
- Lors de l’enregistrement de Toxicity, Daron et John se sont disputés. Dans le feu de l'action, John a accidentellement ouvert la lèvre de Daron. Ce dernier, vexé, lança un pied de micro pour se défendre. Une fois tous les deux blessés, la dispute cessa et les deux amis durent aller ensemble à l'hôpital le plus proche pour se faire recoudre. D'après eux, le trajet jusqu'à l'hôpital leur permit de bien rire de tout cela[14].